# Estádio Senador Zezé Perrella
O Arena do Calçado Carlos Alberto Scaldini Garcia (Saborella), também conhecido como Arena do Calçado, é um estádio de futebol municipal localizado na cidade de Nova Serrana, Minas Gerais.
Após as vistorias de 2012, foi considerado pela Federação Mineira de Futebol um dos melhores estádios do interior do estado.